# Josef Wolfgang Steinbeißer
Josef Wolfgang Steinbeißer (* 25. Mai 1894 in Aufhausen, Oberpfalz; † 16. September 1980 in Regensburg) war ein deutscher Schlossermeister, Schauspieler und Bühnenautor. Der Nachwelt ist er vor allem durch sein soziales Drama Lehrerin Elly in Erinnerung geblieben. Es schildert den gegen Ende der Weimarer Republik sehr bekannten Fall der Regensburger Lehrerin Elly Maldaque, der auch von Ödön von Horváth und Walter Mehring bearbeitet wurde.

## Leben

### Vor dem Krieg
Josef Wolfgang Steinbeißer wurde am 25. Mai 1894 in dem kleinen Ort Aufhausen in der Oberpfalz geboren. Er absolvierte zunächst eine Schlosserlehre. 1912 ging er als Gehilfe ins nahegelegene Regensburg. Im Ersten Weltkrieg war Steinbeißer an der russischen Front stationiert. Den Krieg überstand er körperlich unbeschadet, doch seine Erfahrungen ließen ihn zum überzeugten Pazifisten werden. Erste Gedichte entstanden. 1917 heiratete er die Regensburgerin Theresia List. 1919 legte er die Meisterprüfung zum Schlosser ab. 
Schon früh begann Steinbeißer als Schauspieler auf Laienbühnen mitzuwirken. Schließlich nahm er bei Oberspielleiter Arthur Wedlich professionellen Schauspielunterricht und erhielt 1920 sein erstes Engagement am Regensburger Stadttheater. Seine Schauspieltätigkeit führte ihn nach Ulm, Berlin und zuletzt nach Wien. Nebenbei schrieb Steinbeißer Theaterstücke. Sein erstes Bühnenwerk Zwischen zwei Gewalten, eine Auseinandersetzung über Idealismus und Materialismus, stellte er 1922 fertig.
Doch die Theaterarbeit konnte die stetig wachsende Familie auf Dauer nicht ernähren und so kehrte Steinbeißer 1924 in seinen erlernten Beruf zurück, ohne aber auf das Schreiben zu verzichten. Es entstanden in den nächsten Jahren die Dramen: Eros, Einer aus dem großen Heer, Herrmann und Dorothea sowie Lehrerin Elly und Demetrius.

### Demetrius
Der 1934 aufgeführte Demetrius, der die bereits von Schiller, Hebbel und anderen aufgegriffene Geschichte des angeblichen Zarensohns Dimitiri I. zum Inhalt hatte, war sein größter Erfolg. Die Aufführung wurde allerdings maßgeblich vom damaligen Regensburger NS-Oberbürgermeister Otto Schottenheim betrieben. Offensichtlich wollte das Regime einen Arbeiterdichter installieren und jubelte Steinbeißers Werk schon vor der ersten Aufführung zum Ereignis hoch. Zahlreiche NS-Größen sowie das Fürstenpaar Thurn und Taxis besuchten die Premiere und spendeten stehende Ovationen. Es gab 31 Vorhänge. Deutschlandweit erschienen begeisterte Rezensionen in der mittlerweile gleichgeschalteten Presse. 
Ein Kritiker hielt fest, was die Nationalsozialisten am Stück interessierte: „Steinbeißers Demetrius ist von der Erkenntnis getragen, daß der Held sich mit Recht den Thron Rußlands erkämpfte.“ Man sah in Steinbeißers Werk eine Rechtfertigung der Machtergreifung Hitlers. 
Josef Wolfgang Steinbeißer erhielt für Demetrius den Preis der Johannes-Fastenrath-Stiftung der Stadt Köln. Dem damals arbeitslosen Vater von vier Kindern wurde allgemein eine steile Karriere vorausgesagt. Doch bald schon wurde es wieder still um ihn, denn er verweigerte die Abfassung nationalsozialistischer Propagandastücke. Gegenüber der Regensburger Woche äußerte er sich später dazu: „Ich habe bei den Nazis nicht mitgemacht und so war ich natürlich schnell wieder unten durch.“

### Nach dem Krieg
Steinbeißer schloss sich nach Kriegsende der Regensburger Schriftstellerrunde Der Grüne Kranz an, die 1950 und 1951 die Anthologien Die Vierzehn und Im Banne einer alten Stadt herausgab. Steinbeißer veröffentlichte darin Auszüge aus seinen jüngeren dramatischen Werken Judas und Roritzer, der Dombaumeister. 1951, anlässlich des ersten Nordgautags nach dem Krieg, wurde Steinbeißers Arbeitslosendrama Einer aus dem großen Heer im Regensburger Stadttheater uraufgeführt. 
Steinbeißer schrieb in der Folge zahlreiche Kurzgeschichten, Gedichte und Essays. Zu seinen Spätwerken zählen die dramatische Dichtung Eros und Sünden der Väter sowie die religiös-philosophische Abhandlung Also sprach Gott im Menschen zum Menschen für Menschen.
Seit 1920 war Steinbeißer Mitglied der Regensburger Schriftstellergruppe International (RSGI), 1960 wurde er zu deren Ehrenmitglied ernannt. Josef Wolfgang Steinbeißer starb am 16. September 1980 mit 86 Jahren in Regensburg.

## „Lehrerin Elly“

### Der Fall Elly Maldaque
Die 1893 in Erlangen geborene Elly Maldaque war zur Zeit der Weimarer Republik eine Volksschullehrerin in Regensburg. Nach der Loslösung von ihrem fanatisch religiösen Vater interessierte sie sich zunehmend für die sozialen und politischen Strömungen ihrer Zeit. 1929 wurde die Politische Polizei auf sie aufmerksam und ließ sie von „Hakenkreuzlern“ beobachten. Nach einer Hausdurchsuchung, bei der man Teile aus ihrem Tagebuch heimlich kopierte und Sätze daraus sinnentstellend neu zusammenfügte, wurde ihr vom bayerischen Kultusminister Dr. Franz Goldenberger (BVP) am 28. Juni 1930 fristlos gekündigt. Sie erlitt einen Nervenzusammenbruch und wurde auf Anordnung des Regensburger Stadtrats in die örtliche Psychiatrie wegen „gemeingefährlicher Geisteskrankheit“  eingewiesen, wo sie nur wenige Tage später verstarb. 
Der Fall erregte republikweit Aufsehen. Über 90 Zeitungsartikel erschienen, die renommierte Weltbühne berichtete. Im Bayerischen Landtag waren die Vorgänge um ihre Kündigung und Tod mehrmals Thema heftiger Debatten. Doch aufgrund der politischen Kräfteverhältnisse blieben alle Versuche, Elly Maldaque zu rehabilitieren, ergebnislos.

### Abweichungen
Steinbeißer, der nach Angaben aus dem Familienkreis Elly Maldaque sehr gut kannte, nahm für sein Stück Lehrerin Elly die wesentlichen Bausteine der Originalgeschichte auf. Doch verwendete er das Material sehr frei und veränderte aus dramaturgischen Gründen einige historische Rahmenbedingungen.
So ist Elly Maldaque in Steinbeißers Drama aufgrund ständiger Bespitzelungen wieder in ihr Elternhaus zurückgezogen. Damit gewinnt der Konflikt zwischen Vater und Tochter an Intensität. Auch lebt Ellys leibliche Mutter noch, die neben Elly für eine moderne und gerechtere Welt steht. Die größte Abweichung ist aber der Selbstmord Elly Maldaques durch einen Sprung aus dem Fenster des Regierungspräsidenten. Damit ist ihren Gegnern die Möglichkeit genommen, sie durch eine Einweisung als Irre abzustempeln und so ihre Ideen und Vorstellungen zu diskreditieren. Ein später Triumph, den Steinbeißer seiner Protagonistin gönnt. 
Trotz dieser Veränderungen kann Lehrerin Elly mit einigem Recht als frühes Dokumentarstück bezeichnet werden. Ähnlich wie in Hochhuths Der Stellvertreter wird eine reale Begebenheit verdichtet erzählt, um die historisch wesentlichen Punkte umso deutlicher hervortreten zu lassen. 

### Interpretation
Steinbeißers Stück ist ein Gesellschaftsbild der ausgehenden Weimarer Republik. 
Die zentrale Figur Elly Maldaque wird von Vertretern sämtlicher politischen Strömungen umschwärmt, von Links und Rechts, von Konservativen, Nationalen und religiösen Kräften. Sie widersteht jedoch allen Betörungsversuchen und stürmisch vorgebrachten Liebeserklärungen, da sie bei keiner gesellschaftlichen Gruppe ihre Ideale verwirklicht sieht, und geht unbeirrt ihren eigenen Weg, den Weg des Menschenrechts und der Menschenliebe. Elly Maldaque verbleibt somit inmitten der zunehmend extremistischer werdenden Kräfte die einzige Vertreterin einer echten Demokratie. 
In dieser Funktion stellt sie den bestehenden Staat radikal in Frage. Ein Staat habe nur eine Existenzberechtigung, wenn er gerecht und sozial sei. Vorwürfen, sie untergrabe den Staat und fördere revolutionäres Gedankengut, entgegnet sie: „Ein ungerechter Staat aber soll untergehen!“ „Man schaffe diese schreienden Gegensätze, diese Klassenunterschiede ab, und man schafft den Aufruhr und die Revolution ab!“ 
Damit widerspricht sie auch dem Konzept von der gottgegebenen Ordnung, das blinden Gehorsam und bedingungslose Opferbereitschaft einfordert und exemplarisch von Ellys Vater repräsentiert wird: „Was heißt überhaupt 'Freiheit'! Die beste Freiheit heißt gehorchen!“ „Der Geist eines Beamten ist seine Vorschrift, diese auszuführen ist sein Verstand!“ 
Mit deutlichen Analogien zum christlichen Mythos zeichnet Steinbeißer Elly Maldaque als säkulare Heilsbringerin. Folgerichtig stirbt mit ihrem Tod auch die Hoffnung auf eine bessere, humanere Welt. Im ganz wörtlichen Sinne steht die Figur Elly Maldaque für die Liebe: „Die Liebe habt ihr umgebracht!“ ruft der Nazi-Spitzel Frank nach Elly Maldaques Tod aus, bevor er dem Wahnsinn verfällt.
Die Liebe ist tot und ihre Verfolger werden verrückt. Angesichts der Entwicklung des Nationalsozialismus ist Steinbeißers Stück, das um 1930 entstanden ist, von erstaunlichem Weitblick geprägt.

### Rezeptionsgeschichte
Am 6. Mai 1970 wurde vom frisch gegründeten Dramenstudio der RSGI Steinbeißers Lehrerin Elly in szenischer Lesung vorgetragen. Auszüge aus diesem Werk wurden in dem 1982 vom Tübinger Professor Jürgen Schröder herausgegebenen Buch Horváths Lehrerin von Regensburg veröffentlicht. 1994 sollte Steinbeißers Lehrerin Elly zum 100. Geburtstag des Autors im Regensburger Stadttheater inszeniert werden. Doch trotz Unterstützung des damaligen Kulturreferenten Dr. Greipl konnte das Projekt nicht verwirklicht werden.